# TVN
TVN Group je polská mediální skupina, pod níž patří televizní stanice pod značkou TVN a internetové portály. Skupina byla založena v roce 1997. Vlajková loď skupiny, TVN, je první až druhá nejsledovanější polská televizní stanice. Největším konkurentem je skupina Telewizja Polsat, kam patří stanice pod značkou Polsat.

## Stanice
| Název                              | Logo                    | Logo (HD)    | Popis |
| ---------------------------------- | ----------------------- | ------------ | --- |
| TVN                                | TVN logo                | TVN logo     | Hlavní televizní stanice skupiny, začala vysílat v roce 1997. Je střídavě první až druhá stanice ve sledovanosti v Polsku. Vysílá seriály, zábavný program, zpravodajství, publicistiku, akvizice, reality show a celovečerní filmy. Stanice je dostupná od roku 2007 v HD a od roku 2011 v časově posunuté verzi TVN+1 a TVN+1 HD. |
| TVN Style                          | Tvn style               | Tvn style    | TVN Style je ženský kanál, který začal vysílat v roce 2004. Vysílání se týká všech oblastí života moderní ženy: profesního i osobního. Programy jsou doplněny akvizice a dětskými pořady. Od roku 2011 vysílá stanice v HD. |
| TVN7                               | TVN 7 logo              | TVN 7 logo   | TVN7 je stanice zaměřená na filmy a seriály. Vysílá od roku 2002 a od roku 2011 v HD. Vysílá polské i zahraniční filmy a akvizice jako Námořní vyšetřovací služba, Alf, Ben a Kate, Odložené případy, Dr. House, Mentalista nebo Teorie velkého třesku.                                                                             |
| TVN Turbo                          | TVN turbo               | TVN turbo    | TVN turbo je program cílený hlavně na mužské diváky. Vysílá pořady o automobilismu (např. Top Gear), sportovní přenosy, pořady o lifestyle nebo dokumenty a akvizice. Začal vysílat v roce 2003 a v roce 2011 v HD. |
| TVN Fabuła                         | TVN Fabuła logo 2015    | TVN turbo    | Stanice, podobná stanici TVN7 vysílá filmy, seriály a pořady z polské i zahraniční produkce. Stanice vysílá od roku 2015 pouze v HD, SD vysílání není dostupné. |
| TVN24                              | Tvn24 Logo              | Tvn24 Logo   | Kvalitní informační stanice, vysílající 24 hodin denně zpravodajství a publicistiku. Vysílá od roku 2001 a od roku 2012 v HD. |
| TVN24 Biznes i świat               | TVN logo                | TVN logo     | Kvalitní informační stanice, vysílající 24 hodin denně zpravodajství ze světa business. Vysílá od roku 2014 a od 2016 v HD. |
| TVN International                  |                         | —            | TVN International je stanice určená polské komunitě. není dostupná v Polsku, vysílá v USA, Austrálii, Německu, Kanadě, Francii a Velké Británii. Začala vysílat v roce 2004 a je dostupná pouze v SD. |
| TVN International Extra            |                         | —            | Druhá stanice určená polské komunitě je dostupná v USA, Německu a Francii. Není dostupná v Polsku, Začala vysílat v roce 2015 pouze v SD. |
| HGTV                               |                         |              | Polská verze americké televizní stanice HGTV zaměřené na bydlení, zahradu a řemesla. V Polsku ji provozuje skupina TVN. |
| Food Network                       | FN-3D-Logo-336x252      | TVN logo     | Polská verze americké stanice Food Network zaměřené na jídlo a kulinářství. Stanice zahájila vysílání v Polsku v roce 2012 pod skupinou Polsat a v roce 2015 v HD verzi pod skupinou TVN. SD vysílání není dostupné. |
| Travel Channel                     | Travel Channel NEW LOGO | TVN logo     | Polská verze americké televize Travel Channel zaměřené na cestování. Stanice vysílá v Polsku od roku 1998. |
| TTV                                | TTV-logo2015            | TTV-logo2015 | TTV je televizní stanice zaměřená na zábavný program, filmy, seriály, zpravodajství, publicistiku a magazíny. Začala vysílat v roce 2012 a v roce 2014 v HD. |
| Telezakupy Mango                   | NewLogoMango            | —            | Společnost provozující na stanicích skupiny TVN reklamu a teleshoppingy. Byla založena v roce 1989. |
| Player                             | Player (logo1)          | —            | Internetová verze TVN pojatá jako archiv pořadů, filmů a seriálů stanic skupiny, které si lze zpětně pustit. Spuštěn byl v roce 2011. |
| Kulinarni                          | —                       | —            | Internetový portál skupiny o vaření. |
| kontakt24                          | Logo Agencji TVN        | —            | Internetový pořad shodný s českým pořadem Hyde park na ČT24, do kterého se mohou zapojovat i diváci pomocí SMS či e-mailu. |
| TVN news & services agency         | Logo Agencji TVN        | —            | Tisková agentura TVN, založena 2009 |
| TVN24.pl                           | Logo Agencji TVN        | —            | |
| TVN Meteo                          | Logo Agencji TVN        | —            | |
| TVN Warszawa                       | Logo Agencji TVN        | —            | |
| Biuro Reklamy TVN Media Sp. z o.o. | Logo Agencji TVN        | —            | |
| X News                             | Logo Agencji TVN        | —            | |
| Premium TV                         | —                       | —            | |
| TVN Zdrowie                        | Logo Agencji TVN        | —            | |
| Fundacja TVN                       | —                       | —            | |